# Viracachá

Localização de Viracacha no departamento de Boyacá.

Viracacha é um município no departamento de Boyacá, na Colômbia.